# Калоцедрус
Річковий кедр, Калоцедрус або ладанний кедр (Calocedrus) — хвойне дерево родини кипарисових. Рід поширений у південно-східній Азії й на заході Північної Америки; рід містить 4 види.
Рід споріднений з родом туя, з подібним частково вкритим лусками листям. Калоцедрус відрізняється від туї групуванням листків по чотири (фактично такі ж хрестоподібні пари як у туї, але розміщені не окремо на рівній відстані, а дуже близькими парами), і своїми шишками, які мають тільки 2–3 пари середньої товщини лусок замість 4–6 пар тонких лусок у туї.
Дерево сягає у висоту до 40–50 м і до 1–2 м в діаметрі. Має вузько-конусоподібну крону в молодому віці, у зрілішому — широко-конусоподібну. Кора стовбура темно-коричнева, з поздовжніми і поперечними тріщинами.
Батьківщина колоцедруса каліфорнійського — гори тихоокеанського узбережжя Північної Америки. Росте на вологих ґрунтах на висоті 1500–2700 м. Дає цінну, стійку до гниття і хвороб деревину. За декоративністю не поступається багатьом хвойним культурам. Розмножується насінням і зеленими живцями.